# Рафанельи, Рамон
Рамон Роке Рафанельи (исп. Ramón Roque Rafanelli; 5 марта 1921, Санта-Фе — 6 июля 2001, Нитерой), в некоторых источниках Рамон Роке Рафаньелли (порт.-браз. Ramón Roque Rafagnelli) — аргентинский футболист, защитник.

## Карьера
Рамон Рафанелли начал профессиональную карьеру в клубе «Унион» из родного города Санта-Фе. По некоторым данным футболист выступал за «Ривер Плейт». Оттуда в 1943 году он перешёл в бразильскую команду «Васко да Гама». Его дебютной игрой стал матч против «Бонсусессо», в котором команда Рамона победила 5:0. В клубе Раванельи долгое время составлял центр обороны вместе с Аугусто. Он выиграл с командой два чемпионата штата Рио-де-Жанейро, а в 1948 году добился победы в Клубном чемпионате Южной Америки.
После выигрыша чемпионата, у защитника случился конфликт с главным тренером «Васко», Флавио Костой. Этим воспользовался «Бангу», искавший замену завершившему игровую карьеру Домингосу. Трансфер обошёлся клубу в 250 млн крузейро. 31 марта Рафанельи дебютировал в команде в матче с клубом «Фламенго», который завершился со счётом 2:2. А всего провёл за клуб 122 игры, последним из которых стала победа 5:3 над «Атлетико Минейро» 31 января 1953 года.
В 1953 году новый главный тренер клуба «Палмейрас», Ондино Вьера, пригласил Рафанельи в состав команды, где вытеснил из основы Освалдо Жерико. За клуб футболист провёл 7 матчей. Там же он завершил свою карьеру в 1954 году.
Последние годы жизни Рамон провёл в бразильском Нитерое в доме престарелых Докелар. 14 мая он был госпитализировал в больницу Азеведу Лима с воспалением лёгких; там же, 6 июля 2001 года, он скончался. У Рафанелли осталось двое детей и шесть внуков.

## Достижения
- Чемпион штата Рио-де-Жанейро: 1945, 1947
- Победитель Клубного чемпионата Южной Америки: 1948